# Christopher Dresser
Pour les articles homonymes, voir Dresser.
Christopher Dresser, né le 4 juillet 1834 à Glasgow Écosse - mort le 24 novembre 1904 à Mulhouse, Alsace, France, est, avec William Morris, l'un des britanniques les plus importants de l'époque victorienne. Ses créations couvrent une grande partie des arts décoratifs : tapisserie, textile, mobilier, objets en métal, verre, bois, papiers peints, céramiques.

## Biographie
Contrairement à la mode de l'époque, puis au crédo de l'Art nouveau, Dresser créait des objets fonctionnels dont la nouveauté de forme et l'utilité, et non pas la complexité des ornementations, constituaient la réussite esthétique, ce qui l'a amené à rejeter les motifs décoratifs superflus. Cette tendance à l'épure est notamment très visible dans ses objets en métal et ses créations en verre et métal. C'est certainement cette approche « utilitariste », cette recherche de l'épure dans la forme, qui l'ont amené à accepter et rechercher la production industrielle de ses créations en collaboration avec au moins une trentaine de firmes britanniques, notamment les sociétés Elkington & Company, the Old Hall Earthenware Company, the Coalbrookdale Company, J.W.& C. Ward, Hukin & Heath, William Ault's, Benham and Froud, William Couper, Heath & Middleton, WW. Harrison & Co, Deakin & Moore, Mintons, etc.), ce qui l'oppose à William Morris et aux membres du Mouvement des Arts et Artisanats (Arts & Crafts Movement) ainsi qu'aux tenants du Mouvement esthétique (Aesthetic Movement) qui considéraient qu'esthétique et industrialisation s'opposaient.
Dessinateur industriel, il fut formé à partir de 1847 à l'École gouvernementale de design de Londres créée afin d'améliorer la qualité de la production britannique. Docteur en botanique, spécialité dont il fut professeur jusqu'en 1868, Dresser commença à exercer le design à travers l'illustration botanique. Il publia en 1857 une communication à l'Institut Royal sur les relations de la science et de l'art ornemental, traitant de l'application des lois naturelles à la création artistique. C'est le début d'une assez longue bibliographie théorique et pratique sur le design. Influencé par Owen Jones, sa conception du design comme un art « purement mental », c'est-à-dire abstrait, le pousse à placer sa discipline parmi les arts majeurs, au-dessus même de l'art pictural, encore soumis aux règles de la figuration.
Si les tapis et tapisseries de Dresser s'ornent de motifs botaniques, il n'utilise ces derniers qu'avec parcimonie et uniquement quand le motif modifie l'essence de l'objet, ce qui n'est guère dans les goûts de son époque, très prolixe en feuillages et motifs floraux purement décoratifs. Ces motifs apparaissent d'ailleurs peu dans ses objets en métal et verre. Il convient néanmoins de nuancer certains propos faisant de Dresser le précurseur immédiat du Bauhaus, car si les objets en métal de Dresser les plus souvent présentés et reproduits en ce début de XXIe siècle ont en effet, au même titre que la tendance la plus minimaliste de l'orfèvrerie viennoise du milieu du XIXe siècle, un aspect lisse très proche de l'esthétique dominante du XXe siècle, ses créations graphiques, et ses travaux en céramique et verre coloré, bien que très impressionnantes, ont un aspect plus « daté ».

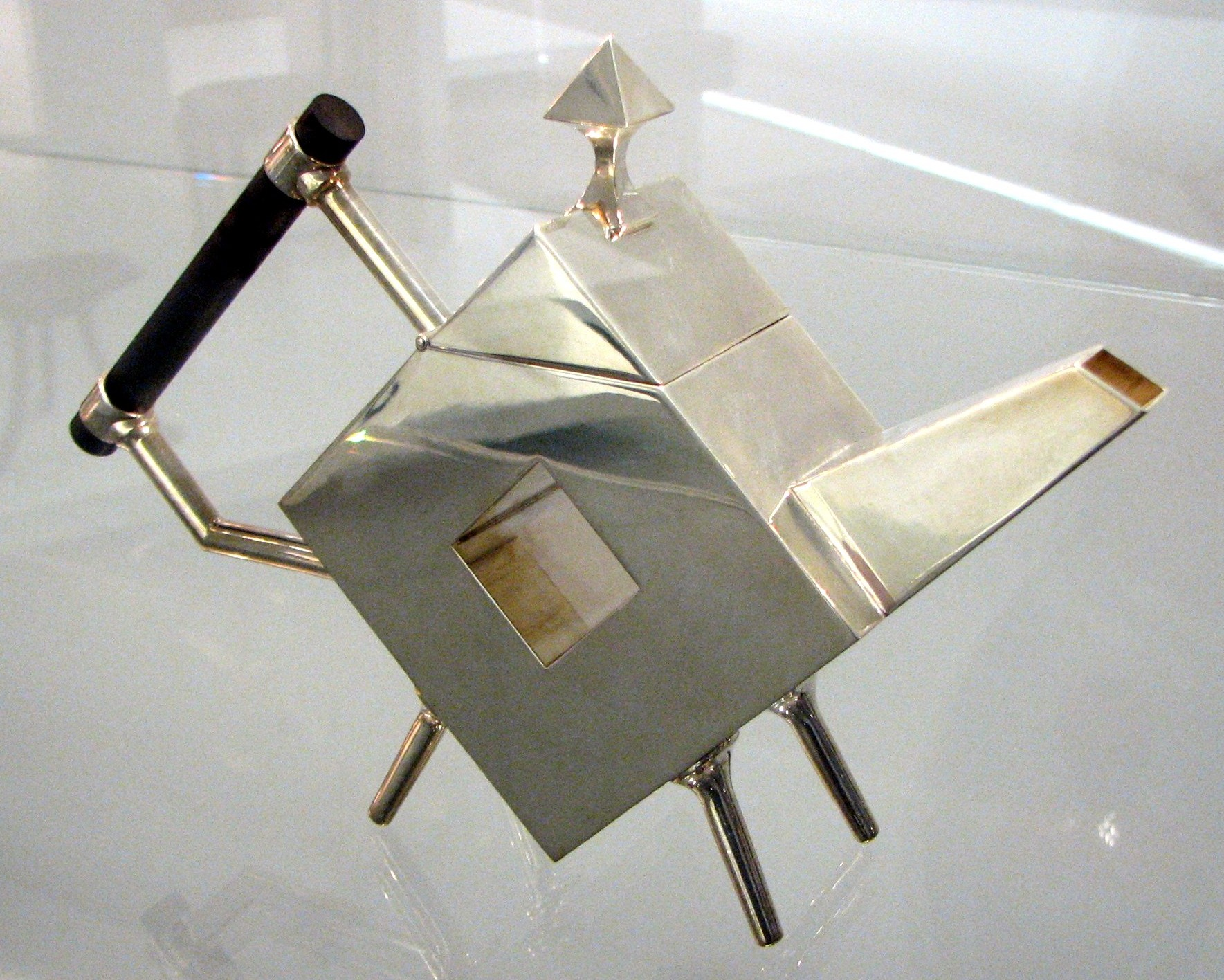
Théière créée par C. Dresser (vers 1879), qui s'inspira des objets japonais.

Il fut initié à l'art décoratif japonais par l'entremise de la collection de Sir Rutherford Alcock, montrée à l'exposition universelle de 1862. Il visita le Japon durant quatre mois durant 1877. L'art japonais et plus particulièrement les principes de simplicité et d'utilité du shintoïsme, représente certainement une influence indiscutable sur sa création d'objets utilitaires. Dresser fut par la suite un importateur reconnu d'objets décoratifs japonais.
Certains objets en argent créés par Christopher Dresser ont pu être vus aux côtés d'œuvres d'autres designers britanniques du XIXe et XXe siècles, tels Charles Robert Ashbee, Edward Spencer, Oliver Baker, Omar Ramsden, Alwin Carr et Arthur Lasenby Liberty, dans une exposition du musée du Design de Gand, Belgique: Een persoonlijke stempel ; De Seawolf-collectie: een verzameling 19de en 20ste-eeuws zilver, du 11 juillet au 28 septembre 2003.
Une importante iconographie, notamment des services à boisson de Dresser et autres petits objets en verre et métal est disponible, et certains modèles originaux de Dresser ont été repris et adaptés par la firme italienne Alessi, Photo.